# Parochie De Goede Herder (Tilburg)
De Goede Herder is een rooms-katholieke parochie in de Nederlandse plaatsen Tilburg en Goirle. De parochie omvat vier katholieke kerken ten zuiden van het treinspoor in Tilburg en de St. Jans Onthoofdingkerk te Goirle.
De naam 'Goede Herder' is ontleend aan de woorden van Jezus uit de Bijbel: "Ik ben de goede herder. De goede herder geeft zijn leven voor zijn schapen." (Joh. 10:11). In de parochie worden behalve vieringen - zoals H. Missen, woord- en communievieringen & kinderdiensten - ook diverse activiteiten ondernomen. Zo zijn er Alpha-cursussen,  eucharistische aanbidding, biddend Bijbellezen, liefdadigheidsacties, processies en thema-avonden.

## Locaties
De parochie kent verschillende kerkgebouwen en bestaat uit de volgende locaties:
- Sint-Dionysiuskerk ('t Heike)
- Sint-Jozefkerk (Heuvel)
- Gerardus Majellakerk (Trouwlaan)
- Sint-Petrus-en-Pauluskerk (Vierwindenlaan)
- Sint-Jans Onthoofdingkerk (Goirle)

## Galerij

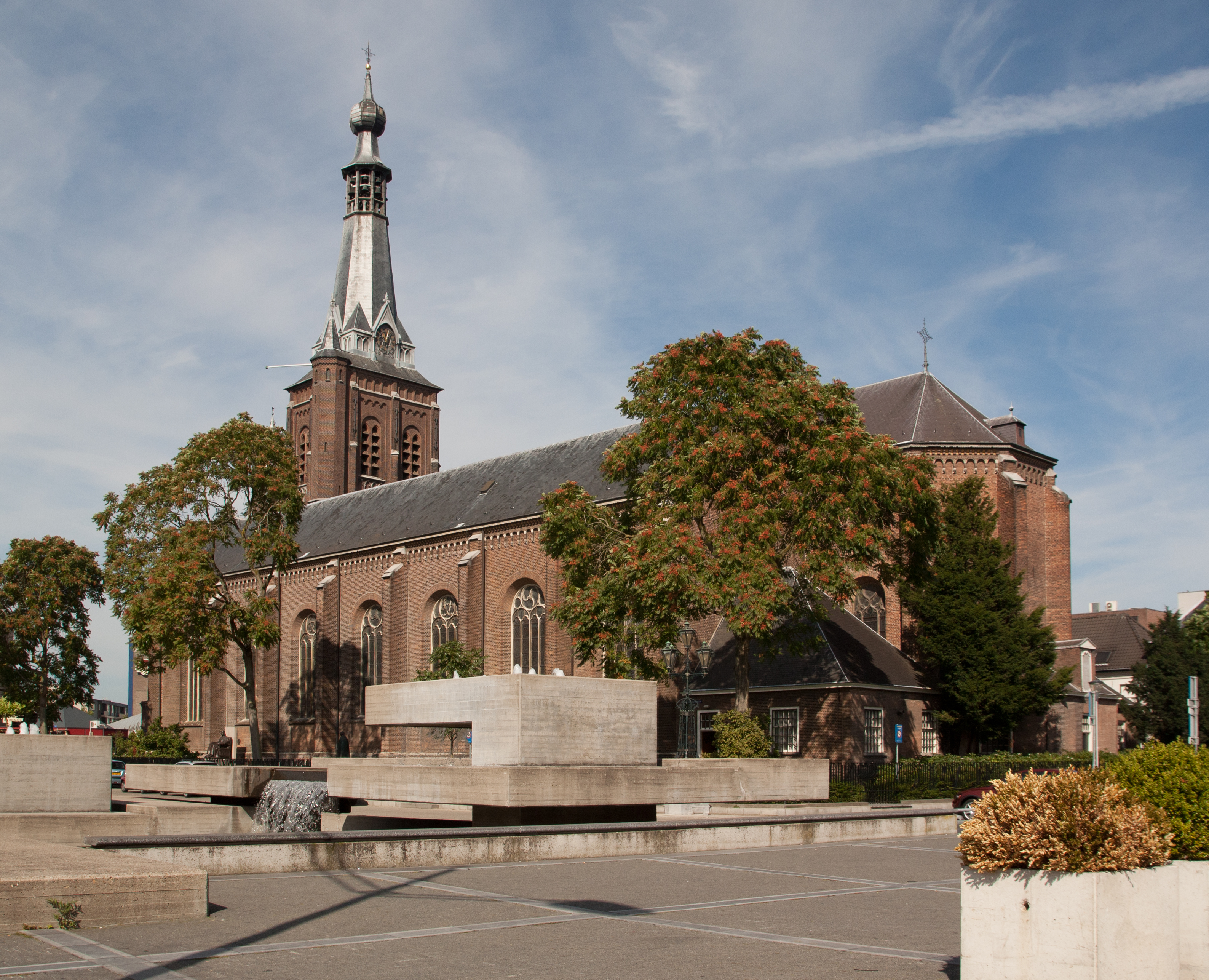
St. Dionysiuskerk
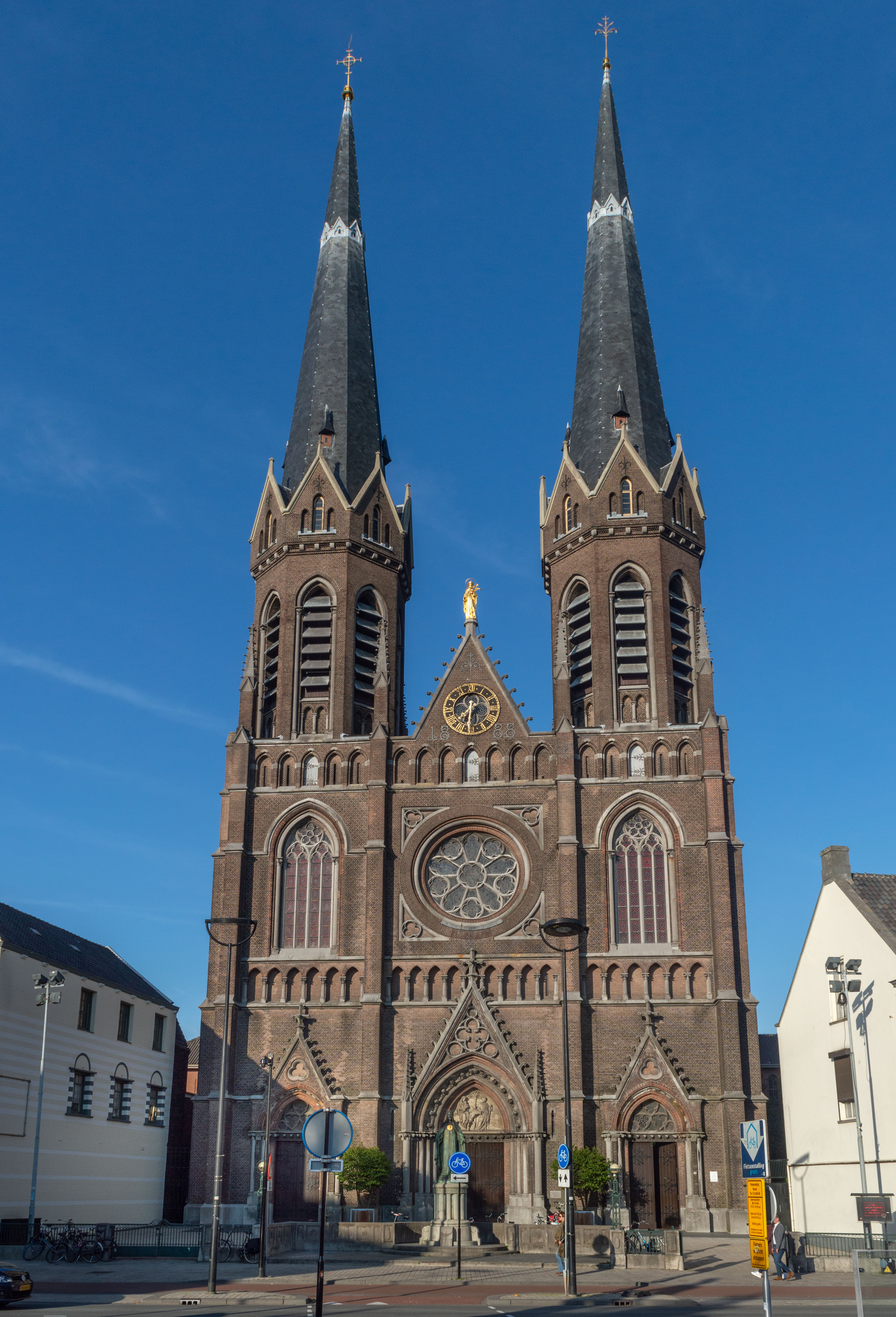
St. Jozefkerk
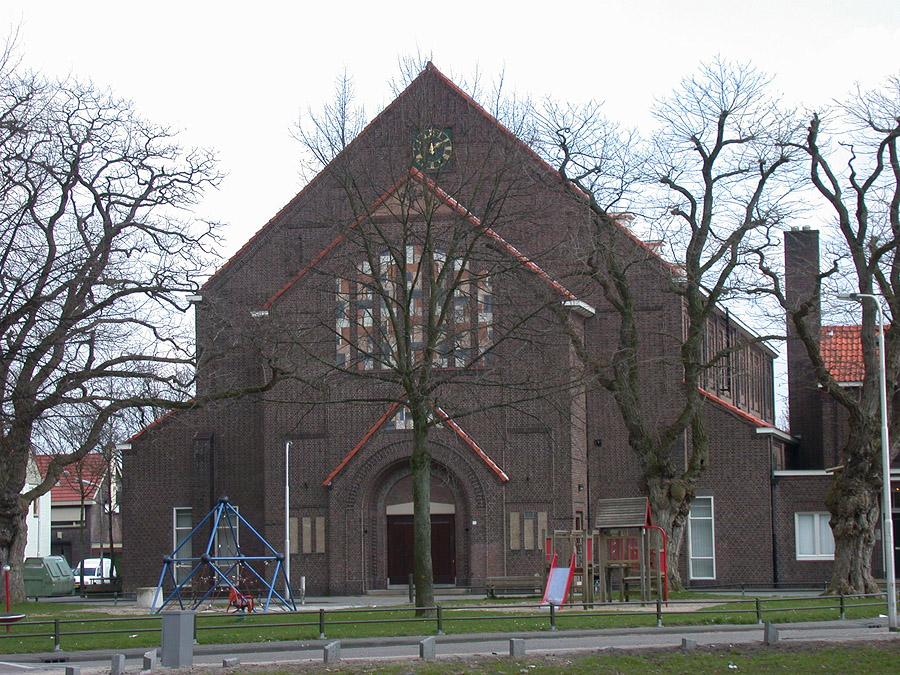
H. Gerardus Majellakerk
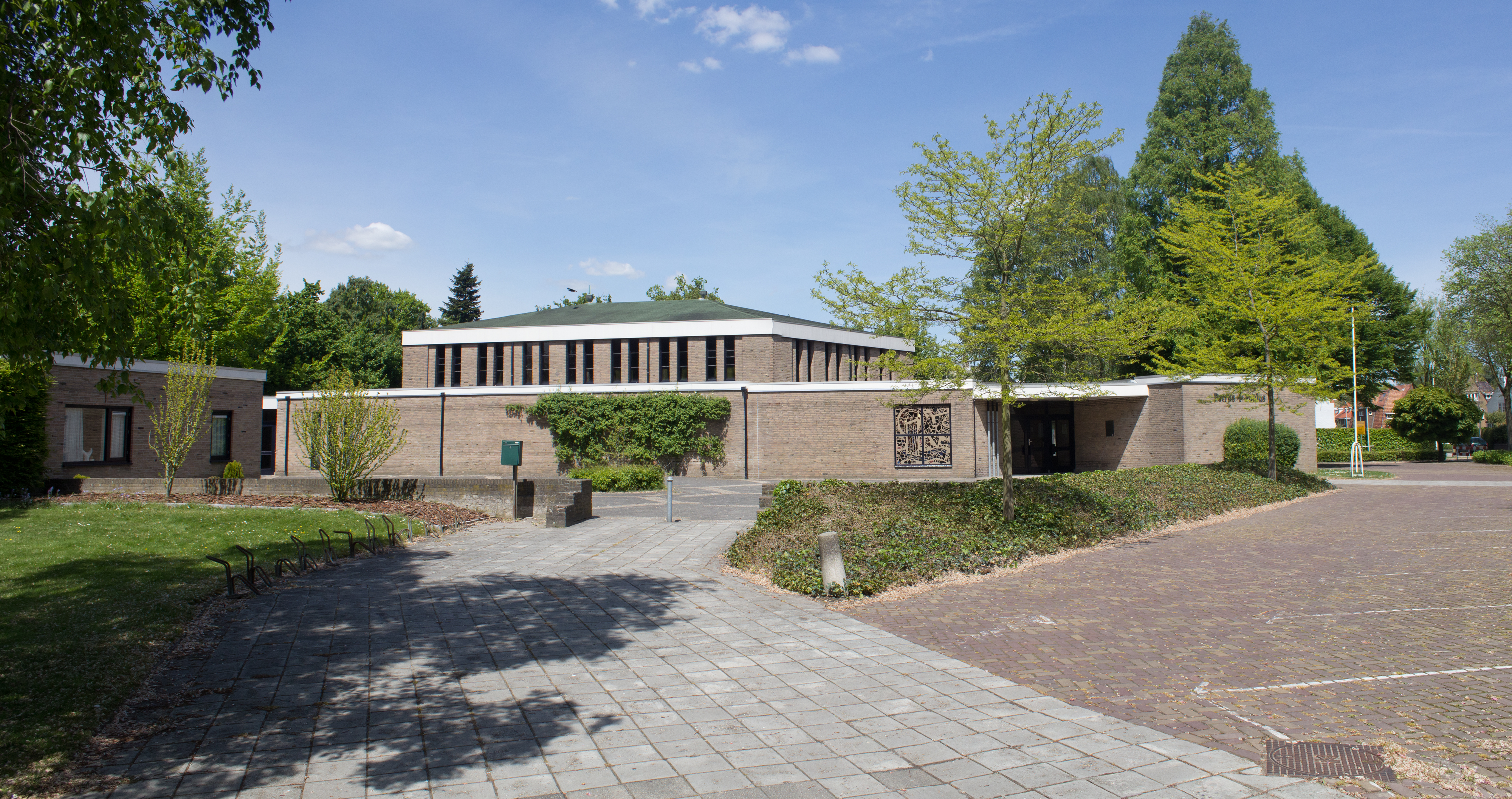
H. H. Petrus & Pauluskerk
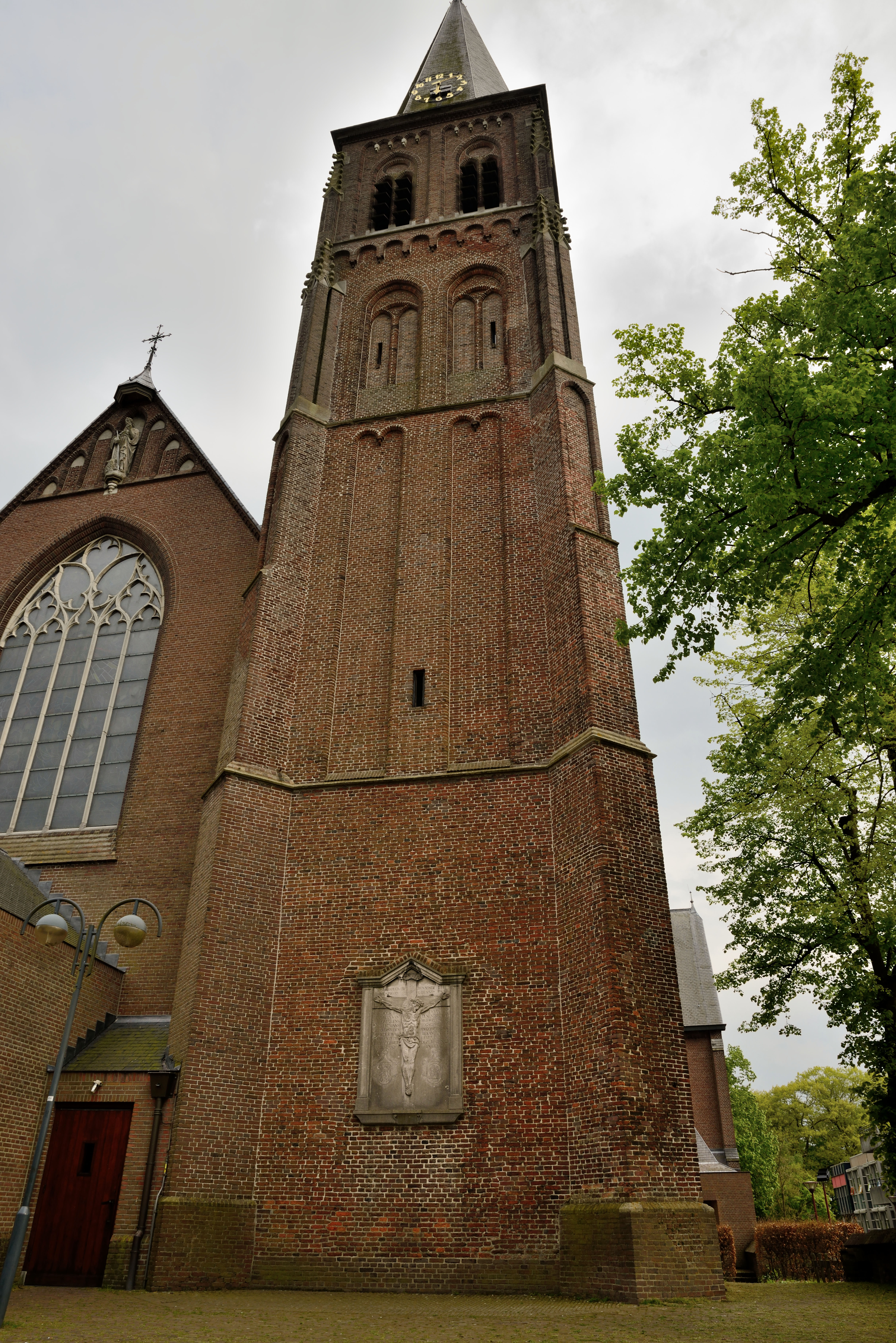
St. Jans Onthoofdingkerk